# Luigi Giacobbe
Luigi Giacobbe (* 1. Januar 1907 in Bosco Marengo; † 1. Dezember 1995 in Novi Ligure) war ein italienischer Radrennfahrer.

## Sportliche Laufbahn
Giacobbe war im Straßenradsport aktiv. Von 1927 bis 1936 war er Unabhängiger und Berufsfahrer. Sein bedeutendster sportlicher Erfolg war ein Etappensieg im Giro d’Italia 1931. 1931 gewann er auch das Eintagesrennen Tre Valli Varesine vor Francesco Camusso. Weitere Siege holte er im Giro del Penice 1928 und bei Ventimiglia–Genova 1931.
1930 (hinter Luigi Marchisio) und 1931 (hinter Francesco Camusso) wurde er Zweiter im Giro d’Italia. Zweiter wurde er auch im Corsa del XX settembre 1928, im Giro della Romagna 1928 und 1929 sowie im Giro della Toscana 1932. Im Rennen Tre Valli Varesine 1932 kam er auf den 3. Platz. 1931 wurde er Dritter der italienischen Straßenmeisterschaft. 
Den Giro d’Italia bestritt er neunmal. 1927 wurde er 9., 1929 5. 1930 2., 1931 2., 1932 12., 1934 9., 1935 30., 1936 21. der Gesamtwertung. 1933 beendete er die Rundfahrt nicht. In der Tour de France 1933 kam er auf den 29. Rang. 1931 und 1935 war er ausgeschieden.